# 王宗槐
王宗槐（1915年8月15日—1998年10月31日），原名王永开，中国人民解放军中将。中共七大代表、中国共产党第十二届中央纪律检查委员会委员；第二、三届全国政协常务委员，第四、五届全国政协委员。
1929年加入赤色工会，1930年2月，加入中国工农红军第6军（后称第3军），同年加入中国共产主义青年团。1932年4月，转入中国共产党。随部参加长征。1955年获二级八一勋章、一级独立自由勋章、一级解放勋章，1988年获一级红星功勋荣誉章。